# Oliver Tambo
Oliver Reginald Tambo (Mbizana, Cap Oriental, 27 d'octubre de 1917 - Johannesburg, 24 d'abril de 1993) era un polític sud-africà, militant de la causa anti-apartheid i president del Congrés Nacional Africà (ANC). Va rebre el nom Kaizana en referència al Kàiser, enemic dels Britànics, el seu nom és anglicitzat com «Oliver» quan va començar anar a l'escola.
Va estudiar dret a la Universitat de Fort Hare. El 1942 en va ser exclòs per haver participat en una vaga. El 1942, ensenyà ciències i matemàtiques a St. Peter, el seu antic col·legi per a negres de Johannesburg.
El 1944, amb Nelson Mandela i  Walter Sisulu, va fundar la lliga dels joves de l'ANC (ANC Youth League) que proposa un nou mode de reivindicació, no basat en les peticions i les manifestacions, sinó en la desobediència civil, el boicot, la vaga i la no-col·laboració.
Secretari nacional de la lliga el 1944, va ser elegit al consell executiu de l'ANC el 1948, any de la victòria del Partit Nacional a les eleccions generals i de la col·locació de l'apartheid.
El 1955, és elegit secretari general de l'ANC després de l'exili de Walter Sisulu en compliment del «Supressió of Communism Act». El 1956 va ser arrestat i jutjat durant el Judici per Traïció juntament amb 156 activistes més.
El 1958, esdevé vicepresident de l'ANC. L’any 1959, Tambo va ser prohibit d’activitat pública i d'assistir a reunions durant cinc anys. Va viure exiliat de 1960 a 1990 a Londres, Tanzània i Zimbàbue.
Enviat a l'estranger després de la massacre de Sharpeville per mobilitzar l'oposició a l'apartheid, s'implicà en la formació del Front Unit sud-africà (South African United Front) que va aconseguir l'expulsió de Sud-àfrica de la Commonwealth el 1961.
Presidí l'ANC a l'exili durant 30 anys. El 1989 va patir un ictus i va convalidar durant uns quants mesos a Estocolm. Va poder tornar a Sud-àfrica el 1991 després de la legalització del partit per Frederik de Klerk.
Una crisi cardíaca acaba amb la seva vida el 24 d'abril de 1993, alguns dies després de l'assassinat de Chris Hani, el seu camarada de la lluita anti-apartheid, cap del Partit Comunista de Sud-àfrica (SACP).
| «                      | Oliver Tambo és molt més que un germà per a mi. Ha estat el meu millor amic i camarada durant gairebé cinquanta anys. | » |
| — Nelson Mandela, 1985 | |   |

## Llegat i reconeixement
El 2004, en una controvertida enquesta de la televisió pública SABC preliminaria a una sèrie televisiva Oliver Tambo obté la 31a posició sobre la «llista dels 100 sud-africans més importants», darrere de personalitats pro-apartheid com a Hendrik Verwoerd al 19è lloc o Eugène Terreblanche al 25è.
El 27 d'octubre de 2006, l'Aeroport internacional de Johannesburg, que havia portat el nom de Jan Smuts de 1952 a 1995, va ser rebatejat com «O.R. Tambo International Airport». Aquesta decisió, es va fer en resposta a una llarga polèmica i va ser percebuda pels opositors un repte per a l'argument utilitzat el 1995 pel govern de no donar més que noms de llocs geogràfics als aeroports sud-africans.
- 1991: rector a la Universitat de Fort Hare el 1991[2]

- 2012  (posthum): Orde de Mapungubwe, platina[9]

## Adelaide Frances Tshukudu
Son esposa, Adelaide Frances Tshukudu (1929-2007), més coneguda com a Adelaïde Tambo, va morir a l'edat de 77 anys l'1 de febrer de 2007. Militant des de l'adolescència, havia passat prop de 30 anys exiliada a Londres al costat del seu marit abans d'entrar a Sud-àfrica el 1990.